# ヴァーツFC
ヴァーツFC（Vác FC）は、ハンガリーのペシュト県ヴァーツをホームタウンとするサッカークラブである。

## 歴史
クラブは1899年6月にヴァーツィ・シュポルト・エジェシュレト (Váci Sport Egyesület) として創設され、同年11月28日に正式に登録された。最初はサイクリング、フェンシング、体操、ウォーキングツアー、ボートの5部門で構成され、1904年にサッカーチームが創設された。クラブの歴史の中でクラブ名は何度も変更された。
1980年にヴァシャシュ・イッゾーと合併して、ヴァーツィ・イッゾーMTE (Váci Izzó MTE) に改称された。
1986-87シーズンにネムゼティ・バイノクシャーグIIで2位になり、ネムゼティ・バイノクシャーグIに初昇格、1999-2000シーズンまで連続してNB Iに所属した。サムスンがスポンサーとしてNB Iで争うチームを支援した。クラブは1990年代前半に成功を収め、1991年にNB Iで4位、1992年と1993年に2位になり、1994年にチャンク・ヤーノシュ監督の下で初優勝した。また、マジャル・クパでも1991年と1992年、1995年に決勝に進出した。しかし、1990年代後半には低迷し、2000年にNB Iから降格した。
2006年にNB Iに復帰したが、2006-07シーズンは最下位に終わり、NB IIに降格した。
2007年にウーイブダと合併した。
2013年3月、ドゥナカニャル＝ヴァーツ (Dunakanyar-Vác) は2012-13シーズンのNB IIライセンスをはく奪され、最終的に同年4月にNB II・東グループから除外された。ヴァーツは2段階下の県1部リーグまで降格した。ヴァーツに復帰したチャンク・ヤーノシュ監督の下で2014年にペシュト県1部リーグで無敗優勝、2015年にネムゼティ・バイノクシャーグIIIで優勝し、NB IIに昇格した。

## 獲得タイトル
- ネムゼティ・バイノクシャーグI：1回
  - 1993-94

## 欧州の成績
| シーズン | 大会                       | ラウンド  | 対戦相手                     | ホーム | アウェー     | 合計 |  |
| -------- | -------------------------- | --------- | ---------------------------- | ------ | ------------ | ---- |  |
| 1989     | インタートトカップ         | グループ3 | チロル・インスブルック       | 0-0    | 0-1          | 2位  |  |
| 1989     | インタートトカップ         | グループ3 | エタル・ヴェリコ・タルノヴォ | 1-0    | 0-0          | 2位  |  |
| 1989     | インタートトカップ         | グループ3 | ベッリンツォーナ             | 1-0    | 1-1          | 2位  |  |
| 1991     | インタートトカップ         | グループ3 | アウストリア・ザルツブルク   | 1-2    | 1-1          | 3位  |  |
| 1991     | インタートトカップ         | グループ3 | ハレシャー                   | 2-1    | 1-5          | 3位  |  |
| 1991     | インタートトカップ         | グループ3 | イカストFS                   | 2-0    | 1-2          | 3位  |  |
| 1991-92  | UEFAカップ                 | 1回戦     | ディナモ・モスクワ           | 1-0    | 1-4          | 2-4  |  |
| 1992     | インタートトカップ         | グループ7 | スロヴァン・ブラチスラヴァ   | 2-3    | 1-5          | 2位  |  |
| 1992     | インタートトカップ         | グループ7 | オーフスGF                   | 2-0    | 1-0          | 2位  |  |
| 1992     | インタートトカップ         | グループ7 | キルナ                       | 5-2    | 2-0          | 2位  |  |
| 1992-93  | UEFAカップ                 | 1回戦     | フローニンゲン               | 1-0    | 1-1          | 2-1  |  |
| 1992-93  | UEFAカップ                 | 2回戦     | ベンフィカ                   | 0-1    | 1-5          | 1-6  |  |
| 1993-94  | UEFAカップ                 | 1回戦     | アポロン・リマソール         | 2-0    | 0-4 (a.e.t.) | 2-4  |  |
| 1994     | インタートトカップ         | グループ4 | ハンブルガーSV               |        | 1-2          | 2位  |  |
| 1994     | インタートトカップ         | グループ4 | チェスケー・ブジェヨヴィツェ |        | 2-1          | 2位  |  |
| 1994     | インタートトカップ         | グループ4 | インテル・ブラチスラヴァ     | 3-2    |              | 2位  |  |
| 1994     | インタートトカップ         | グループ4 | イカストFS                   | 4-0    |              | 2位  |  |
| 1994-95  | UEFAチャンピオンズリーグ   | 予選      | パリ・サンジェルマン         | 1-2    | 0-3          | 1-5  |  |
| 1995-96  | UEFAカップウィナーズカップ | 予選      | シレクス                     | 1-1    | 1-3          | 2-4  |  |

## 歴代所属選手
- レーパーシ・ラースロー 1989-1994, 1996
- ハイナル・タマーシュ 1997
- ケテレシュ・ラースロー 2005-2007
- ジョルナイ・リハールド 2013-2019